# Gunung Rotan
Gunung Rotan is een bestuurslaag in het regentschap Aceh Selatan van de provincie Atjeh, Indonesië. Gunung Rotan telt 1203 inwoners (volkstelling 2010).